# Rolls-Royce 10 hp
Rolls-Royce 10 hp — первый автомобиль, созданный в результате соглашения от 23 декабря 1904 между Чарльзом Роллсом и Генри Ройсом под маркой Rolls-Royce. 10 hp изготавливался компанией Royce на своем заводе в Траффорд Парке в Манчестере, и оснащался исключительно двигателями Rolls' motor, по цене 395 £. 10 hp был представлен на Парижском автосалоне в декабре 1904 года вместе с 15 hp и 20 hp, а также двигателем для 30 hp.
10 hp был развитием первого автомобиля Генри Ройса — Royce 10, который он произвел в количестве трёх штук в 1903 году. Он был основан на подержанном Decauville, принадлежащем Ройсу, который он надеялся улучшить. В частности, Ройсу удалось сделать свою машину значительно тише по сравнению с существующим автомобилем. В отличие от Royce 10, у которого была плоская вершина радиатора, у Rolls-Royce 10 hp она была с треугольным верхом, и позже она была унаследована другими автомобилями компании.
Двухцилиндровый двигатель с водяным охлаждением был объёмом 1800 куб.см, увеличенным на более поздних автомобилях до 1995 куб.см, а также с верхним впуском и боковыми выхлопными клапанами. Он был основан на оригинальном двигателе Royce, но с улучшенным коленчатым валом. Трансмиссионный тормоз был установлен за коробкой передач и управлялся ножной педалью, а расширенные внутренние барабанные тормоза на задней оси управлялись рычагом ручного тормоза. Подвеска была на полуэллиптических рессорах на передней и задней осях. Колея составляла 1219 мм.
Rolls-Royce должны были сделать серию из 20 автомобилей, но только 16 из них были сделаны, так как считалось, что двухцилиндровый двигатель не подходит для марки. Последний 10 hp был сделан в 1906 году.
Rolls-Royce не поставлял кузова для автомобилей. Поэтому клиенты могли сами выбрать любой личный кузов, рекомендуемым был кузов Barker.
Четыре, как полагают, автомобиля выжило: самый старый 1904 года, зарегистрированный как U44, шасси 20154, был продан за 3.2 миллионов фунтов стерлингов (около 3,6 миллиона после комиссии и налогов) частному коллекционеру из аукционистов Бонэма в декабре 2007 года; AX 148 1905 года, шасси 20162, принадлежит коллекции Музея науки Великобритании и обычно его можно увидеть на выставке в Манчестерском Музее науки и промышленности; SU 13, шасси 20165 1907 года принадлежит Bentley Motors. Четвертый автомобиль, шасси 20159 находится в частной коллекции.